# Arthur Jauniaux
Arthur Désiré François Jauniaux (Haine-Saint-Paul, 4 octobre 1883 - Overijse, 22 septembre 1949) est un mutualiste et homme politique belge socialiste.

## Carrière
Enseignant de formation, Arthur Jauniaux a été secrétaire général de la Centrale d’Education Ouvrière.
En 1912, il devient secrétaire de la Fédération des Mutualités Socialistes du Centre (Hainaut). 
En 1913, il initie le regroupement des Fédérations des Mutualités Socialistes et devient président de l’Union Nationale des Fédérations des Mutualités Socialistes de Belgique. 
En 1927, il prend l’initiative d’une réunion à Bruxelles durant laquelle l’Association Internationale de la Sécurité Sociale (AISS) est fondée . Il en sera président de 1931 à 1933 et de 1947 jusqu’à sa mort en 1949.
En 1922 il fonde avec Marie Spaak-Janson l’association Femmes Prévoyantes Socialistes (FPS).
Durant l’entre-deux-guerres il participe à la rédaction du Mouvement syndicaliste belge, le journal officiel du Parti Ouvrier Belge (POB).
En 1925, il est coopté sénateur socialiste et le restera jusqu’à sa mort. Il est considéré comme l’un des plus importants théoriciens des mutuelles socialistes et de la prévoyance sociale.
Il a également été membre du conseil d’administration de l’Université Libre de Bruxelles (ULB).

## Hommages
À Louvain, on trouve le Socialistische Wijkclub Arthur Jauniaux, à Ottignies le centre médical Arthur Jauniaux et à Maisières la « rue Arthur Jauniaux ».
Le conseil d'administration de la Fondation Jauniaux décerne annuellement un prix Arthur Jauniaux. Le prix Arthur Jauniaux récompense les personnes qui se sont particulièrement distinguées par leur activité dans le domaine social ou qui ont contribué efficacement au progrès des assurances sociales.

## Publications
- Militarisme et socialisme, Gent, 1910.
- Le contrat de travail. Hier - aujourd'hui - demain, Gent, 1910.
- Quelques mots aux élèves des écoles industrielles et professionnelles, Gent, 1912.
- Dix-huit leçons d'économie industrielle et commerciale, Gent, 1912.
- La question mutualiste en Belgique, Gent, 1914.
- Manuel des écoles socialistes, Gent, deel I, 1920, deel II, 1921.
- L'évolution et les conquêtes de la mutualité en Belgique, Brussel, 1923.
- De vervormingen en de verovering des socialistische mutualiteit, De Wilde Roos, 1924.
- Les assurances sociales, Brussel, 1925.
- La nouvelle loi générale des pensions de vieillesse, Brussel, 1925.

- L'organisation rationnelle de l'assurance-maladie, -invalidité et -maternité, Brussel, 1928.
- Cent années de mutualité en Belgique, Brussel, 1930.
- Les mutualités syndicales et socialistes et les assurances sociales, Brussel, 1938.
- Commentaires et applications de la loi sur les pensions de vieillesse et les pensions de veuves, Brussel, 1938.

## Littérature
- Paul VAN MOLLE, Het Belgisch Parlement, 1894-1972, Antwerpen, 1972.
- Michel DREYFUS, Mutualité et organisations politiques et sociales internationales (1889-1939) dans: Vingtième siècle, revue d'histoire, 1995.
- K. VAN ACKER, Arthur Jauniaux en de medische beroepsverenigingen: een strijd om de controle over de artsen, dans : Brood en rozen, 2000.

1. ↑  « Le prix Arthur Jauniaux décerné à René De Cooman », Le Soir,‎ 7 novembre 1968, p. 6 (lire en ligne )

## Sources
- Fédération Mutualités du Centre sur ODIS
- Fiche van het Nationaal Verbond van Socialistische Mutualiteiten op Odis
- Association Internationale de la Sécurité Sociale
- Mutualité Socialiste